# Acide loganique
L'acide loganique est un hétéroside d'iridoïde, de formule C16H24O10.
C'est un métabolite végétal notamment présent chez Strychnos axillaris et Strychnos cocculoides. Il est synthétisé par l'enzyme acide 7-désoxyloganique hydroxylase (7-DLH) à partir de l'acide 7-désoxyloganique,. C'est un substrat de l'enzyme loganate O-méthyltransférase (en) (LAMT) qui produit la loganine.
L'acide loganique est l'acide conjugué du loganate.